# Nyköpings SK (1918–1966)
Nyköpings SK var en idrottsförening från Nyköping i Södermanland som grundades 1918 under namnet IF Linnéa. Föreningen bedrev bl.a. bandy, fotboll, friidrott, orientering (sedan 1958 som en separat klubb Nyköpings OK) och handboll. Åren 1929–1937 samarbetade man med Nyköpings AIK om ett gemensamt fotbollslag under namnet Nyköpings BK. Under 1950-talet tog man upp ishockey på programmet och mellan 1956 och 1965 spelade man åtta säsonger i Division II innan man 1966 gick samman med Nyköpings AIK till Nyköpings BIS.